# Коняев, Авенир Николаевич
Авени́р Никола́евич Коня́ев — советский хозяйственный, государственный и политический деятель, Герой Социалистического Труда.

## Биография
Родился в 1925 году в селе Славитино Переславского района Ярославской области. Член КПСС.
Участник Великой Отечественной войны, гвардии старший сержант. С 1955 года — на хозяйственной, общественной и политической работе. В 1955—1985 гг. — резчик прессово-волочильного цеха Артёмовского завода по обработке цветных металлов имени Э. И. Квиринга в городе Артёмовске Сталинской/Донецкой области Украинской ССР.
Указом Президиума Верховного Совета СССР от 30 марта 1971 года за выдающиеся успехи, достигнутые в развитии цветной металлургии присвоено звание Героя Социалистического Труда с вручением ордена Ленина и золотой медали «Серп и Молот».
Делегат XXV съезда КПСС.
Умер в Артемовске в 1999 году.